# Maiszúri palota
A maiszúri maharadzsapalota (hindi nyelven अम्बा विलास महल (Amba Vilász Mahal), kannada nyelven ಮೈಸೂರು ಅರಮನೆ (Maiszúrú Aramane)) az indiai Maiszúr egykori uralkodói palotája, az indo-szaracén építészet jellegzetes példája. Ma híres turisztikai látványosság: évente több millióan látogatják.

## Története
Az épület a Maiszúri Királyságot évszázadok óta irányító Vodejár dinasztia rezidenciája volt. Az első palota valószínűleg még a 14. században épült meg egy fából készült erőd részeként, ám ez az épület 1638-ban egy villámcsapás következtében megsemmisült. Az épületegyüttest a megmaradó részekből (újabbakkal kiegészítve) Kánteráva Naraszarádzsa Vodejár építette újjá, Csikka Devarázsa Vodejár 1704-es halála azonban politikai instabilitást hozott a birodalomban, aminek következtében a palota elhanyagolttá vált, sőt, Típú szultán 1793-ban le is bontatta. A szultán halála után az ötéves III. Krisnarádzsa Vodejár került a trónra, a koronázási szertartást megfelelő palota hiányában csak egy sátortető alatt tudták elvégezni. Az új uralkodói korszak egyik első feladata volt, hogy új, ezúttal hindu építészeti stílusban megvalósuló palotát építsenek: ez az épület 1803-ra készült el. A sebtében felhúzott létesítmény állaga azonban hamar szintén romlani kezdett, sorsa pedig 1897-ben pecsételődött meg, amikor Dzsajalaksmi hercegnő esküvőjén tűz ütött ki, aminek következtében a teljes palota leégett.
Hogy a város és az uralkodói család ne maradjon méltó rezidencia nélkül, arról a IV. Krisnarádzsa kiskorúsága alatt a tényleges hatalmat gyakorló régens, a gyermek anyja, Kempa Nandzsámmani Váni Vilásza Szannidhana gondoskodott: megbízta a híres angol építészt, Henry Irwint, hogy tervezzen egy újat. A munkálatok 1897-ben kezdődtek, és 15 év után, 1912-re fejeződtek be. Az építkezés költsége elérte a 4 147 913 rúpiát.

## Az épület
A hatalmas, háromszintes palota a dél-indiai Karnátaka állam egyik legnagyobb városában, Maiszúr belsejében található egy nagy méretű park nyugati felében; főhomlokzata kelet felé, a park középpontja felé néz. Bonyolult alaprajza van, mivel több egybeépült részből áll: lakórészei mellett többek között templomok és szentélyek is tartoznak hozzá.
A rendkívül összetett formákban gazdag épület az indo-szaracén építészet jellegzetes példája, amelyben a muszlim és a rádzsput stílusú elemek gótikus díszítésekkel keverednek. Bővelkedik a finoman hajló ívekben, kupolákban, a kiugró ablakfülkékben és oszlopokban, amelyek között a hindu stílusútól egészen a bizánci típusúig többféle megtalálható.
A főhomlokzat legfeltűnőbb elemei a dupla hagymakupolás, négyszögű saroktornyok, valamint a köztük húzódó szakasz hét nagyobb és a középső nagy ívet közrefogó két kisebb boltíve. A középső ív felett egy Gadzsalaksmi-szobor látható, azaz Laksmi jószerencse- és gazdagságistennő elefántok társaságában történő ábrázolása.
Belső tereit mesterien faragott ajtók, finom gyertyatartók, ólomüveg mennyezetek és falfreskók díszítik; utóbbiak indiai eposzok jeleneteit ábrázolják. Jellegzetes helyiség a díszes mennyezetű, számtalan faragott oszloppal rendelkező darbár terem és a kaljána mantapa, azaz esküvői pavilon, amelynek padlóját zománcozott csempék borítják. Értékes kincse egy aranyozott hauda és egy ékszerberakásos aranytrón.
Az épület díszkivilágítását, amelyet minden vasárnap, minden nemzeti ünnepen és a többnapos daszara fesztivál alkalmával helyeznek üzembe, mintegy 97 000 lámpa szolgáltatja.

## Képek

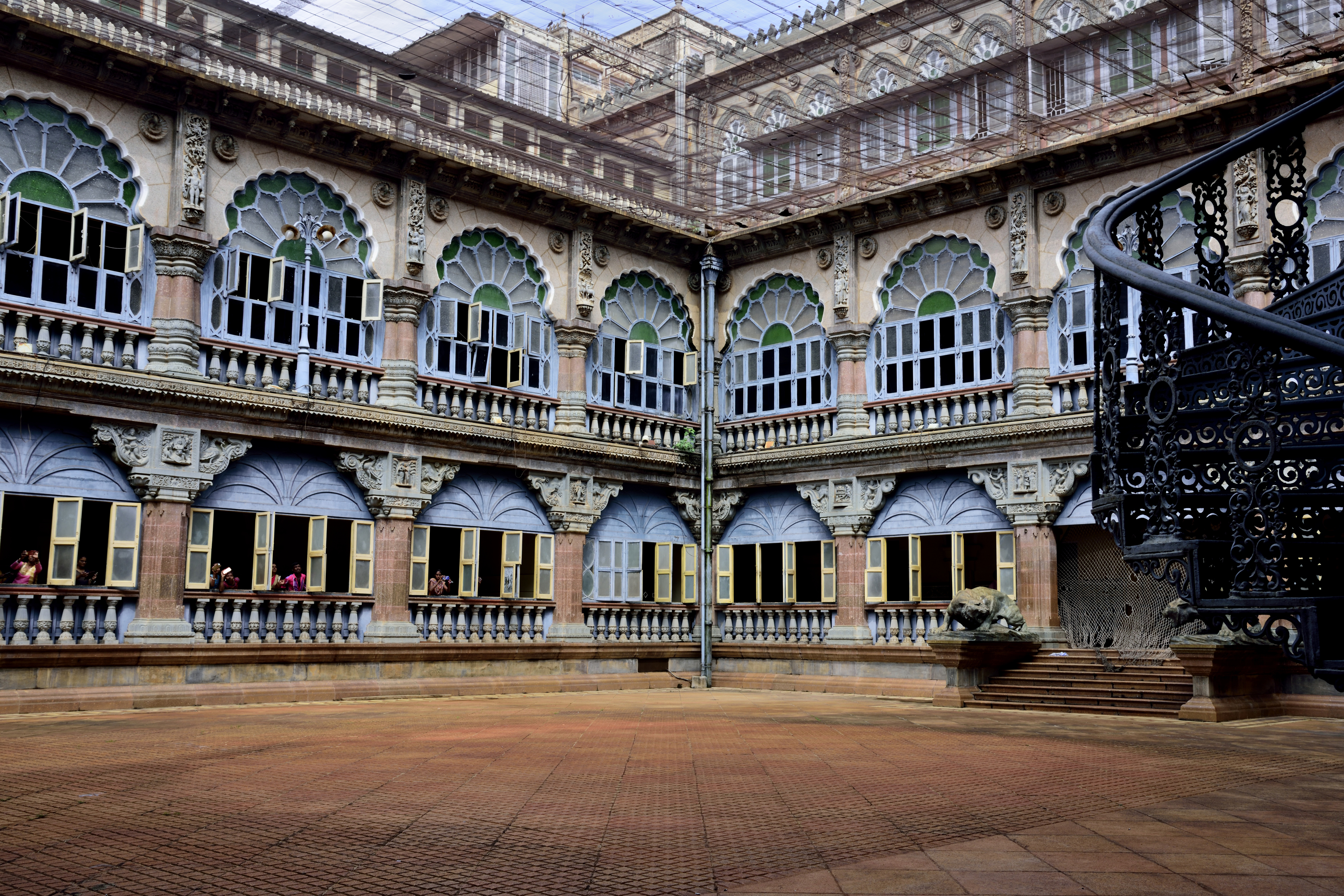
Egy belső udvar
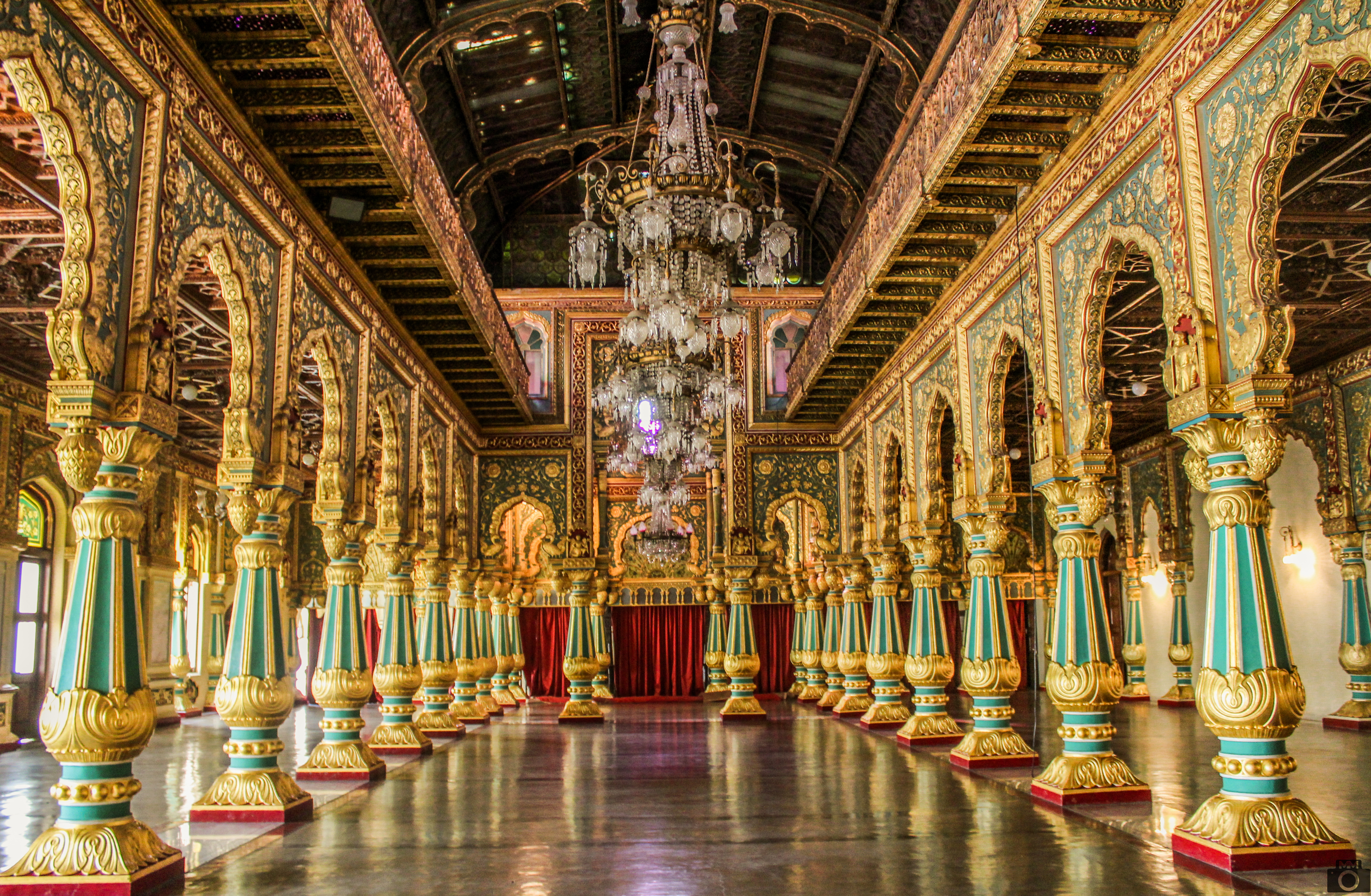
Az egyik darbár terem
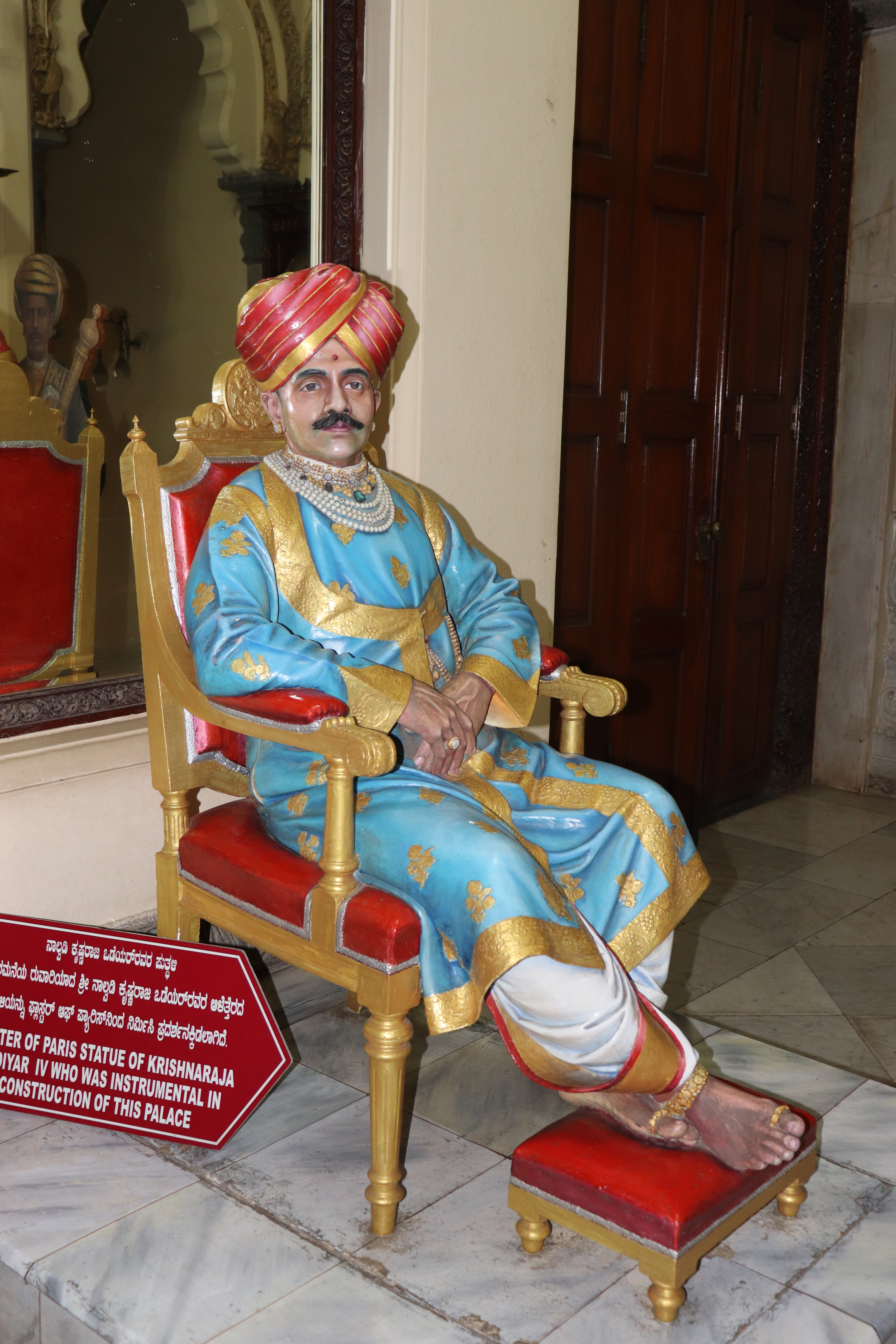
IV. Krisnarádzsa Vodejár szobra
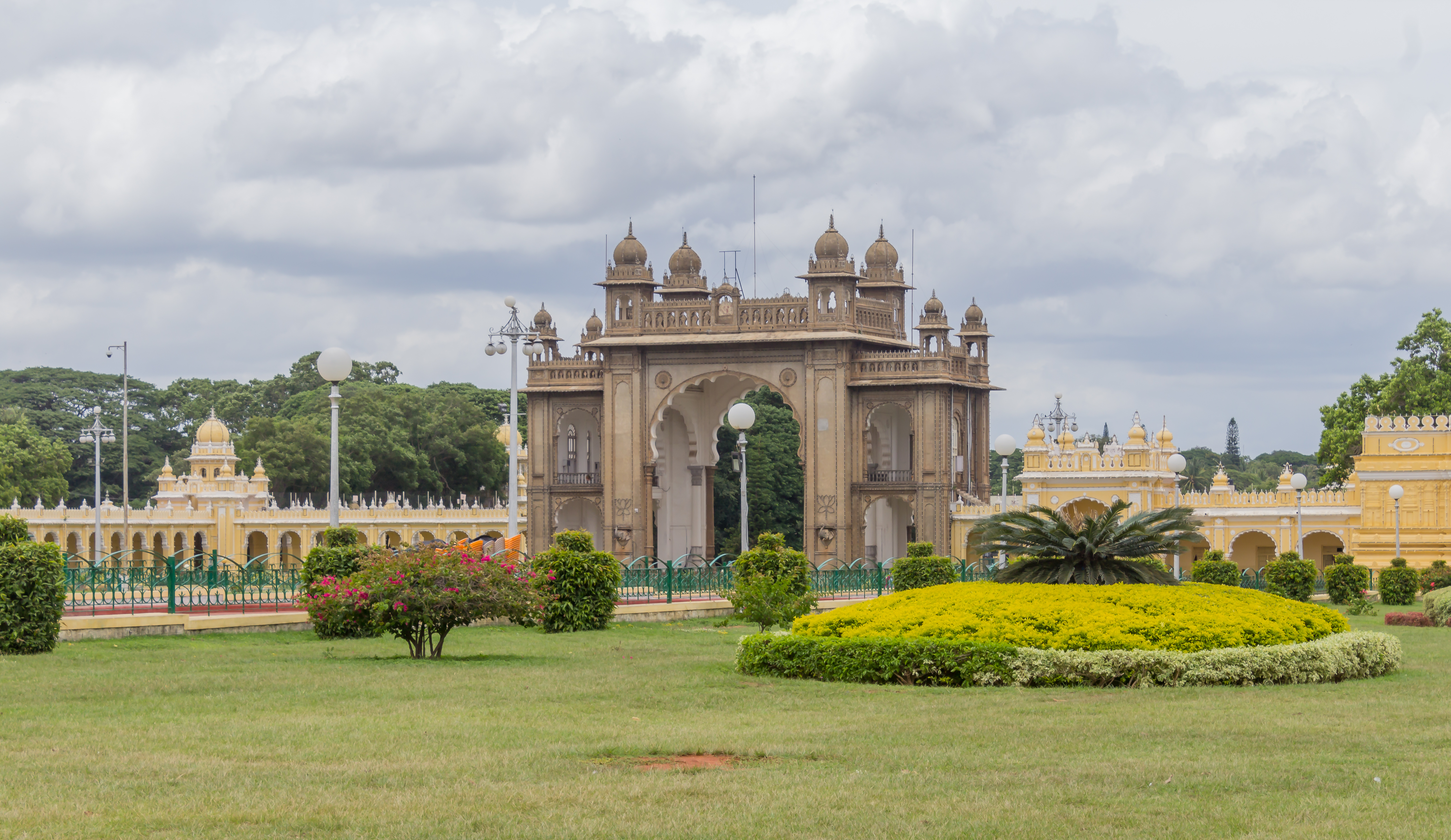
A palotakertbe vezető díszes kapu
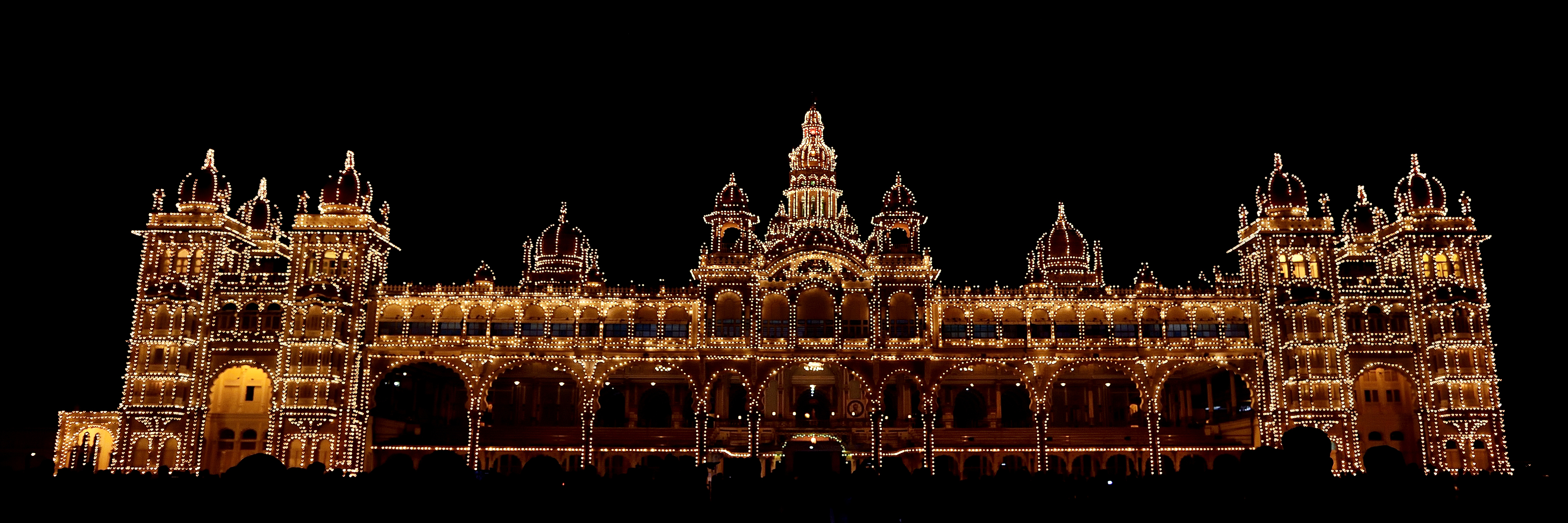
Éjszakai kivilágításban